# Harald Bauer
Fritz Harald Nils Bauer, född 13 mars 1897 i Malmö, död 10 januari 1945 i Stockholm, var en svensk advokat. Han var son till Fritz Bauer och far till Sven H. Bauer.
Bauer blev juris kandidat vid Lunds universitet 1918 och var därefter 1920–1934 anställd vid Abenius och Forssners advokatkontor. År 1934 blev han delägare i advokatfirman Forssner, Bergman och Bauer. Bauer blev 1923 ledamot av Sveriges advokatsamfund och tillhörde dess styrelse. Från 1934 var han ledamot av Djurgårdskommissionen. Bauer biträdde inom Justitiedepartementet vid utarbetandet av lagstiftning inom tryckfrihetsprocessen och lagsökning samt vid utredning rörande revision av lagstiftningen om förmögenhetsbrotten.